# مسجد جامع ایور
مسجد جامع ایور مربوط به سده‌های متأخر دوران‌های تاریخی پس از اسلام - سدهٔ ۱۰ ه.ق است و در شهرستان جاجرم، بخش مرکزی، دهستان میاندشت روستای ایور واقع شده و این اثر در تاریخ ۶ اسفند ۱۳۸۵ با شمارهٔ ثبت ۱۷۳۸۴ به‌عنوان یکی از آثار ملی ایران به ثبت رسیده است.